# Comissió d'Arbitratge de la Conferència sobre Iugoslàvia
La Comissió d'Arbitratge de la Conferència sobre Iugoslàvia (coneguda popularment com a Comitè d'Arbitratge de Badinter) va ser un ens d'arbitratge creat pel Consell de Ministres de la Comunitat Econòmica Europea el 27 d'agost de 1991 per proveir la conferència sobre Iugoslàvia d'assessorament legal. Robert Badinter va ser nomenat president de la Comissió de cinc membres formada per presidents de Tribunals Constitucionals de la CEE. La Comissió d'Arbitratge ha entregat quinze opinions sobre "qüestions legals d'importància" originades del conflicte entre diverses repúbliques de la República Federal Socialista de Iugoslàvia (RFSI).

## Membres de la comissió
- Robert Badinter, president del Consell Constitucional de França
- Roman Herzog, president del Tribunal Constitucional d'Alemanya
- Aldo Corasaniti, president de la Cort Constitucional d'Itàlia
- Francisco Tomás y Valiente, president del Tribunal Constitucional d'Espanya
- Irene Petry, president del Tribunal Constitucional de Bèlgica

## Opinions
Entre finals del 1991 i mitjans del 1993, la Comissió d'Arbitratge va entregar 15 opinions en assumptes legals originats de la fragmentació de Iugoslàvia.

### Opinió 1 (dissolució de la RFSI)
El 20 de novembre de 1991 lord Carrington va preguntar si la secessió d'algunes repúbliques de la RFSI preservava la seva existència, com Sèrbia i Montenegro argumentaven, o causava la seva dissolució amb totes les repúbliques sent successores iguals de la RFSI. La comissió va respondre el 29 de novembre de 1991, "la República Federal Socialista de Iugoslàvia està en procés de dissolució".

### Opinió 2 (Autodeterminació)
El 20 de novembre de 1991 lord Carrington va pregunta: "Té la població sèrbia a Croàcia i Bòsnia i Hercegovina, com un dels pobles constituents de Iugoslàvia, el dret a l'autodeterminació?" La comissió va concloure l'11 de gener de 1992 "que la població sèrbia a Bòsnia i Hercegovina i Croàcia té dret a aquells drets de les minories i grups ètnics… Les repúbliques han d'oferir als membres d'aquestes minores i grups ètnics tots els drets humans i llibertats fonamentals reconegudes en el dret internacional, incloent-hi, on sigui apropiat, el dret a escollir nacionalitat". L'opinió també va ampliar el principi d'uti possidetis a l'antiga Iugoslàvia per primera vegada.

### Opinió 3 (fronteres)
El 20 de novembre de 1991 lord Carrington va preguntar: "Poden les fronteres internes entre Croàcia i Sèrbia i entre Bòsnia i Hercegovina i Sèrbia ser considerades com a fronteres en termes de dret internacional públic?" Aplicant el principi d'uti possidetis juris, la comissió va concloure l'11 de gener de 1992, "Les fronteres entre Croàcia i Sèrbia, entre Bòsnia i Hercegovina i Sèrbia, i possiblement altres estats independents adjacents no poden ser alternades tret d'acord lliure assolit... Tret que s'acordi altrament, les antigues fronteres esdevenen fronteres protegides pel dret internacional".

### Opinió 4 (Bòsnia i Hercegovina)
La Comissió va demanar si la independència de Bòsnia i Hercegovina hauria de ser reconeguda. La Comissió es va posicionar contra el reconeixement perquè, al contrari de les altres repúbliques que pretenien la independència, Bòsnia i Hercegovina encara que no havia celebrat un referèndum d'independència.

### Opinió 5 (Croàcia)
La Comissió va considerar la sol·licitud de Croàcia de reconeixement de la independència. La Comissió va declarar que la independència de Croàcia no s'havia de reconèixer encara perquè la nova Constitució Croata no incorporava les proteccions de les minories requerides per la Comunitat Europea. En resposta a la decisió, el president de Croàcia va escriure a Badinter assegurant-li que s'hi posaria remei, i la Comunitat Europea va reconèixer llavors Croàcia.

### Opinió 6 (Macedònia)
La Comissió va recomanar a la Comunitat Europea acceptar la sol·licitud de reconeixement de la República de Macedònia, ja que la República havia ofert prou garanties de respecte als drets humans i la pau i seguretat internacionals. Tanmateix, la Comunitat Europea va ser reticent en un principi a acceptar les recomanacions a causa de l'oposició grega.

### Opinió 7 (Eslovènia)
La Comissió va recomanar que la Comunitat Europea reconegués Eslovènia.

### Decisió interlocutòria
La Comissió va rebutjar les objeccions sèrbies i montenegrines sobre la competència de respondre a tres referències que havia rebut de lord Carringon, que van resultat en les opinions 8, 9 i 10.

### Opinió 8 (Conclusió del procés de dissolució de la RFSI)
La Comissió va decidir que el procés legal de la dissolució de la RFSI s'havia completat i que la RFSI ja no existia.

### Opinió 9 (Acord dels problemes de la successió d'estat)
La Comissió va considerar que la successió d'estats, resultant en la cessació de la RFSI, havia de ser resolta. Es va concloure que s'havia de resoldre per acord mutu entre els diferents estats successors, amb una divisió equitable dels actius internacions i les obligacions de la RFSI. També va concloure que cap estat successor no podia agafar el lloc de la RFSI en les organitzacions internacionals, però que cada estat hauria de tornar a sol·licitar-ne l'adhesió.

### Opinió 10 (República Federal de Iugoslàvia - Sèrbia i Montenegro)
En aquesta decisió, la Comissió va decidir que la RFI (Sèrbia i Montenegro) no podia ser considerada legalment com a continuació de l'antiga RFSI, sinó com un nou estat. Per tant, la Comunitat Europea no hauria de reconèixer automàticament la RFI sinó aplicar els mateixos criteris pel que fa al reconeixement dels altres estats sorgits de la RFSI.

## Text
El text de les primeres deu opinions de la Comissió de Badinter ha sigut publicat a l'European Journal of International Law. Les primeres tres opinions es troben al 3 EJIL 1 (1992) pp. 182ff (disponible en línia o gratuïtament aquí). Les següents set opinions es troben a 4 EJIL 1 (1993) pp. 74ff (disponible en línia).

## Crítica de l'opinió 3
Peter Radan, un acadèmic legal australià, ha criticat la interpretació de la Comissió de Badinter de la Constitució de la RFSI. A més dels principis de dret internacional, la Comissió de Badinter va intentar justificar la rellevància del principi de fronteres de Badinter en referència a l'article 5 de la Constitució de Iugoslàvia de 1974. La Comissió va dir que el principi de fronteres de Badinter s'aplicava en les Repúbliques, ja que els paràgrafs 2 i 4 de l'article 5 de la Constitució de RFSI estipulen que el territori i les fronteres de les Repúbliques no es poden alterar sense el seu consentiment.
L'article 5 estipula:
(1) El territori de la RFSI és indivisible i consisteix en els territoris de les repúbliques socialistes.
(2) El territori de la república no pot ser alterat sense el consentiment d'aquella república, i el territori d'una província autònoma - sense el consentiment de la província autònoma.
(3) Una frontera de la RFSI no pot ser alterada sense la concurrència de totes les repúbliques i províncies autònomes.
(4) Una frontera entre repúbliques només es pot alterar en la base d'un acord, i en el cas d'una frontera d'una província autònoma - en la base de la seva concurrència.
En referència a l'article 5, la seva crítica és que la Comissió de Badinter era culpable de citar selectivament.
La raó de Radan per aquesta opinió és que basant-se només en els paràgrafs 2 i 4 de l'article 5, la Comissió de Badinter va ignorar les provisions dels paràgrafs 1 i 3. En fer això, va justificar la divisió de la RFSI i l'alteració de les seves fronteres internacionals en violació dels paràgrafs 1 i 3. Radan argumenta que la integritat territorial de les repúbliques i la santedat de les fronteres esmentades en els paràgrafs 2 i 4 de l'article 5 només s'apliquen el context de l'estat iugoslau la integritat territorial i fronteres del qual continuen existint. Segons Radan, una república que pretén violar les provisions dels paràgrafs 1 i 3 de l'article 5 podria difícilment obtenir les garanties dels paràgrafs 2 i 4. Conseqüentment, argumenta que l'article 5 no proveeix cap suport per l'aplicació del principi de fronteres de Badinter en la fragmentació de la RFSI.
Basant-se en l'anterior anàlisi del raonament de la Comissió de Badinter en l'opinió 3 Radan conclou que "cap principi de dret internacional de respecte a l'statu quo territorial i uti possidetis ni la provisió 5 de la Constitució de la RFSI de 1974 proveeix cap justificació pel principi de fronteres de Badinter" i que en establir noves fronteres entre estats independents "podria ser necessari facilitar transferències ordenades i voluntàries de parts de la població."